# Borsányi Dániel
Borsányi Dániel (Budapest, 1990. október 9. –) magyar színész, énekes.

## Életpályája
2009-ben érettségizett a Bródy Imre Gimnáziumban. 2010–2015 között a Kaposvári Egyetem színész szakos hallgatója volt Réthly Attila osztályában. Diplomszerzése után a K2 Színház társulatának lett tagja, 2022-ig. 2017-ben indult az X-Faktor című tehetségkutatóban. 2019-ben szerepelt a TV2-n futó Sztárban Sztár leszek! című műsorban. Rendszeresen szerepel a Madách Színházban is. 2022-től az Apertúra – A Perpetuum Manufaktúra társulatának tagja.

## Fontosabb színházi szerepei

### Madách Színház
- Webber: Az operaház fantomja (Monsieur Reyer)
- Rice-Webber: Jézus Krisztus szupersztár (Papok/Apostolok)
- Rice-Webber: József és a színes szélesvásznú álomkabát (Naphtali/Pohárnok)
- Hansard-Irglová-Walsh: Once/Egyszer... (Svec)
- Derzsi-Meskó: A tizenötödik (Mechwart)

## Filmes és televíziós szerepei
- Hazatalálsz (2023) ...Lovas Zsolt
- A Király (2022–2023) ...Torma Szilárd
- Sztárban Sztár leszek! (2019)
- Egynyári kaland (2018–2019) ...Ricsi
- Ízig-vérig (2019)
- A tanár (2019) ...Rendőr
- Tóth János (2018)
- Válótársak (2018)